# AZ in het seizoen 2024/25 (vrouwen)
Het seizoen 2024/25 is het 6e jaar in het bestaan van het Alkmaarse vrouwenvoetbalelftal van AZ. De club komt uit in de Eredivisie en neemt ook deel aan het toernooi om de KNVB Beker.

## Selectie en technische staf

### Selectie[1]
| Nr.             | Nat.               | Naam                 | Competitie  | Competitie  | Beker       | Beker       | Totaal      | Totaal      | Seizoen bij AZ | Vorige club | Contract     |
| Nr.             | Nat.               | Naam                 | W           | Goal        | W           | Goal        | W           | Goal        | Seizoen bij AZ | Vorige club | Contract     |
| Doelvrouwen     | Doelvrouwen        | Doelvrouwen          | Doelvrouwen | Doelvrouwen | Doelvrouwen | Doelvrouwen | Doelvrouwen | Doelvrouwen | Doelvrouwen    | Doelvrouwen | Doelvrouwen  |
| --------------- | ------------------ | -------------------- | ----------- | ----------- | ----------- | ----------- | ----------- | ----------- | -------------- | ----------- | ------------ |
| 1               | Vlag van Nederland | Femke Liefting       | 12          | 0           | 0           | 0           | 12          | 0           | 2e             | VV Alkmaar  | Afgekocht    |
| 13              | Vlag van Nederland | Febe Copier          | 0           | 0           | 0           | 0           | 0           | 0           | 1e             | FC Utrecht  | 30 juni 2027 |
| 16              | Vlag van Nederland | Netty Booms          | 10          | 0           | 2           | 0           | 12          | 0           | 2e             | VV Alkmaar  | 30 juni 2027 |
| ?               | Vlag van Nederland | Justine Candel       | 0           | 0           | 0           | 0           | 0           | 0           | 2e             | Jeugd       | Contractloos |
| ?               | Vlag van Nederland | Christel Okpara      | 0           | 0           | 0           | 0           | 0           | 0           | 1e             | Jeugd       | Contractloos |
| Verdedigsters   |                    |                      |             |             |             |             |             |             |                |             |              |
| 2               | Vlag van Nederland | Ginia Caprino        | 18          | 0           | 2           | 0           | 20          | 0           | 2e             | VV Alkmaar  | 30 juni 2027 |
| 3               | Vlag van Nederland | Djoeke de Ridder     | 11          | 0           | 0           | 0           | 11          | 0           | 2e             | Jeugd       | 30 juni 2027 |
| 4               | Vlag van Nederland | Karlijn Woons        | 22          | 3           | 2           | 0           | 24          | 3           | 2e             | VV Alkmaar  | 30 juni 2027 |
| 5               | Vlag van Nederland | Camie Mol            | 22          | 1           | 2           | 0           | 24          | 1           | 2e             | VV Alkmaar  | Contractloos |
| 12              | Vlag van Nederland | Robin Blom           | 7           | 0           | 1           | 0           | 8           | 0           | 2e             | VV Alkmaar  | Contractloos |
| 15              | Vlag van Nederland | Pleun Groot          | 20          | 1           | 0           | 0           | 21          | 1           | 2e             | Jeugd       | 30 juni 2027 |
| 23              | Vlag van Nederland | Maudy Stoop          | 20          | 0           | 2           | 0           | 22          | 0           | 2e             | VV Alkmaar  | 30 juni 2027 |
| 27              | Vlag van Nederland | Roos Monsa           | 0           | 0           | 0           | 0           | 0           | 0           | 1e             | Jeugd       | Contractloos |
| 28              | Vlag van Nederland | Gina Maatman         | 2           | 0           | 0           | 0           | 2           | 0           | 1e             | Jeugd       | Contractloos |
| 30              | Vlag van Nederland | Daphne Stoop         | 1           | 0           | 0           | 0           | 1           | 0           | 1e             | Jeugd       | Contractloos |
| ?               | Vlag van Nederland | Lieke Apeldoorn      | 1           | 0           | 0           | 0           | 1           | 0           | 1e             | Jeugd       | Contractloos |
| ?               | Vlag van Nederland | Imke de Jonge        | 0           | 0           | 0           | 0           | 0           | 0           | 1e             | Jeugd       | Contractloos |
| Middenveldsters |                    |                      |             |             |             |             |             |             |                |             |              |
| 6               | Vlag van Nederland | Isa Colin            | 18          | 3           | 2           | 0           | 20          | 3           | 2e             | VV Alkmaar  | Contractloos |
| 8               | Vlag van Nederland | Manique de Vette     | 16          | 0           | 2           | 0           | 18          | 0           | 2e             | VV Alkmaar  | 30 juni 2027 |
| 10              | Vlag van Nederland | Desiree van Lunteren | 22          | 11          | 2           | 1           | 24          | 12          | 4e             | PSV         | 30 juni 2027 |
| 14              | Vlag van Nederland | Bo op de Weegh       | 17          | 3           | 2           | 0           | 19          | 3           | 2e             | Jeugd       | 30 juni 2027 |
| 17              | Vlag van Nederland | Ilvy Zijp            | 14          | 4           | 2           | 0           | 16          | 4           | 2e             | VV Alkmaar  | Contractloos |
| 20              | Vlag van Nederland | Mirte van Bentum     | 11          | 0           | 2           | 0           | 13          | 0           | 2e             | VV Alkmaar  | 30 juni 2027 |
| 21              | Vlag van Nederland | Jasmijn van Uden     | 18          | 0           | 2           | 0           | 20          | 0           | 1e             | PSV         | 30 juni 2026 |
| 22              | Vlag van Nederland | Kealyn Thomas        | 11          | 0           | 1           | 0           | 12          | 0           | 1e             | PSV         | 30 juni 2026 |
| 28              | Vlag van Nederland | Danae van Zuijlen    | 0           | 0           | 0           | 0           | 0           | 0           | 1e             | Jeugd       | Contractloos |
| 29              | Vlag van Nederland | Sophie Hoogendoorn   | 1           | 0           | 0           | 0           | 1           | 0           | 1e             | Jeugd       | Contractloos |
| ?               | Vlag van Nederland | Jazz Bakker          | 0           | 0           | 0           | 0           | 0           | 0           | 1e             | Jeugd       | Contractloos |
| Aanvalsters     |                    |                      |             |             |             |             |             |             |                |             |              |
| 7               | Vlag van Nederland | Veerle van der Most  | 0           | 0           | 0           | 0           | 0           | 0           | 2e             | VV Alkmaar  | Contractloos |
| 9               | Vlag van Nederland | Floor Spaan          | 22          | 4           | 2           | 1           | 24          | 5           | 2e             | VV Alkmaar  | 30 juni 2026 |
| 11              | Vlag van Nederland | Fieke Kroese         | 21          | 5           | 2           | 1           | 23          | 6           | 1e             | FC Twente   | 30 juni 2026 |
| 18              | Vlag van Marokko   | Romaissa Boukakar    | 22          | 2           | 1           | 0           | 23          | 2           | 2e             | Jeugd       | 30 juni 2025 |
| Nr.             | Nat.               | Naam                 | W           | Goal        | W           | Goal        | W           | Goal        | Seizoen bij AZ | Vorige club | Contract     |
| Nr.             | Nat.               | Naam                 | Competitie  | Competitie  | Beker       | Beker       | Totaal      | Totaal      | Seizoen bij AZ | Vorige club | Contract     |

### Legenda
| # | Reden                                          |
| - | ---------------------------------------------- |
|   | Heeft de club in het lopende seizoen verlaten. |

### Staf
| Naam            | Nationaliteit | Functie      | Sinds | Contract | Vorige club |
| --------------- | ------------- | ------------ | ----- | -------- | ----------- |
| Technische Staf |               |              |       |          |             |
| Wouter de Vogel | Nederland     | Hoofdtrainer | 2023  | 2024     | VV Alkmaar  |
| Medische Staf   |               |              |       |          |             |
|                 |               |              |       |          |             |
| Overige Staf    |               |              |       |          |             |
|                 |               |              |       |          |             |

## Transfers

### Zomer

#### Aangetrokken 2023/24
| Nat.               | Naam             | Van       | Contract     | Bijzonderheden |
| ------------------ | ---------------- | --------- | ------------ | -------------- |
| Vlag van Nederland | Fieke Kroese     | FC Twente | 30 juni 2026 |                |
| Vlag van Nederland | Kealyn Thomas    | PSV       | 30 juni 2026 |                |
| Vlag van Nederland | Jasmijn van Uden | Jong PSV  | 30 juni 2026 |                |

#### Vertrokken 2023/24
| Nat.               | Naam               | Naar                        | Bijzonderheden |
| ------------------ | ------------------ | --------------------------- | -------------- |
| Vlag van Nederland | Isa Dekker         | Fortuna Sittard             |                |
| Vlag van Nederland | Annemiek Kruijthof | Málaga CF                   |                |
| Vlag van Nederland | Yaël Mollink       | Excelsior                   |                |
| Vlag van Nederland | Sanne Peereboom    | Fortuna Sittard             |                |
| Vlag van Nederland | Kim Smal           | Universiteit van Charleston |                |

### Aangetrokken
| Nat. | Naam | Contract | Bijzonderheden |
| ---- | ---- | -------- | -------------- |
|      |      |          |                |

#### Vertrokken 2023/24
| Nat.               | Naam            | Naar          | Bijzonderheden |
| ------------------ | --------------- | ------------- | -------------- |
| Vlag van Nederland | Helena Macleane | sc Heerenveen |                |

### Winter

#### Aangetrokken 2024/25
| Nat.               | Naam        | Van        | Bijzonderheden |
| ------------------ | ----------- | ---------- | -------------- |
| Vlag van Nederland | Febe Copier | FC Utrecht |                |

#### Vertrokken 2024/25
| Nat.               | Naam           | Naar        | Bijzonderheden |
| ------------------ | -------------- | ----------- | -------------- |
| Vlag van Nederland | Femke Liefting | Chelsea LFC | Transfersom    |

## Wedstrijdstatistieken

### Oefenwedstrijden[26]
| Oefenwedstrijd 1                                                                    | AZ | 1 – 2 (0 – 2)    | SG Essen-Schönebeck                                                                             | Opstelling AZ |
| 27 juni 2024 Aanvangstijd: 14.00 uur Plaats: Zeeland Sportpark de Bundel            | Onbekend | Wedstrijdverslag | 1' Beke Sterner 42' Ramona Maier                                                                | Onbekend |
| Oefenwedstrijd 2                                                                    | FC Utrecht | 2 – 2 (0 – 1)    | AZ                                                                                              | Selectie AZ |
| 12 juli 2024 Aanvangstijd: 12.00 uur Plaats: Utrecht Sportcomplex Zoudenbalch       | Puck Byrman 75' Nurija van Schoonhoven 90'                                                                                         | Wedstrijdverslag | 23' Robin Blom 67' Camie Mol                                                                    | Booms, Mol, De Ridder, Caprino, Groot, Stoop, Blom, Van Lunteren, Colin, Thomas, De Vette, Van Bentum, Op de Weegh, Kroese, Zijp |
| Oefenwedstrijd 3                                                                    | AZ | 2 – 5            | 1. FC Köln                                                                                      | Selectie AZ |
| 21 juli 2024 Aanvangstijd: 14.00 uur Plaats: Zeeland Sportpark de Bundel            | Camie Mol 46' Bo op de Weegh 69'                                                                                                   | Wedstrijdverslag | 4' Nicole Billa 11' Vanessa Leimenstoll 23' Celina Degen 54' Alena Bienz 84' Anna-Lena Stolze   | Boons, Mol, De Ridder, Caprino, Groot, Stoop, Blom, Van Lunteren, Colin, Thomas, De Vette, Van Bentum, Op de Weegh, Kroese, Zijp |
| Oefenwedstrijd 4                                                                    | AZ | Afgelast         | Oud Heverlee Leuven                                                                             | Opstelling AZ |
| 14 augustus 2024 Aanvangstijd: 14.00 uur Plaats: Zeeland Sportpark de Bundel        | |                  |                                                                                                 | Onbekend |
| Oefenwedstrijd 5                                                                    | AZ | 0 – 2 (0 – 1)    | KAA Gent                                                                                        | Opstelling AZ |
| 17 augustus 2024 Aanvangstijd: 16.00 uur Plaats: Zeeland Sportpark de Bundel        | | Wedstrijdverslag | Anaïs Bey Temsamani Lotte Blenckers                                                             | Onbekend |
| Oefenwedstrijd 6                                                                    | AZ | 1 – 0            | Standard Luik                                                                                   | Opstelling AZ |
| 24 augustus 2024 Aanvangstijd: 14.00 uur Plaats: Zeeland Sportpark de Bundel        | Onbekend | Wedstrijdverslag |                                                                                                 | Onbekend |
| Oefenwedstrijd 7                                                                    | AZ | 0 – 1 (0 – 0)    | Feyenoord                                                                                       | Opstelling AZ |
| 30 augustus 2024 Aanvangstijd: 11.00 uur Plaats: Wijdewormer AFAS Trainingscomplex  | | Wedstrijdverslag | 84' Imara Schutte                                                                               | Onbekend |
| Oefenwedstrijd 8                                                                    | AZ | 1 – 2 (0 – 1)    | ADO Den Haag                                                                                    | Opstelling AZ |
| 6 september 2024 Aanvangstijd: 17.00 uur Plaats: Wijdewormer AFAS Trainingscomplex  | Onbekend 69' | Wedstrijdverslag | 12' Onbekend 52' Onbekend                                                                       | Onbekend |
| Oefenwedstrijd 9                                                                    | AZ | 1 – 7 (0 – 2)    | FC Utrecht                                                                                      | Opstelling AZ |
| 13 september 2024 Aanvangstijd: 12.00 uur Plaats: Wijdewormer AFAS Trainingscomplex | Onbekend 86' | Wedstrijdverslag | 6', 45+1' Elisha Kruize 56', 57' Lotje de Keijzer 71', 75' Tami Groenendijk 83' Sophie Cobussen | Onbekend |
| Oefenwedstrijd 10                                                                   | AZ | 7 – 1            | Excelsior                                                                                       | Opstelling AZ |
| 27 november 2024 Aanvangstijd: Onbekend Plaats: Wijdewormer AFAS Trainingscomplex   | Desiree van Lunteren Camie Mol Bo op de Weegh Lieke Apeldoorn Fien Schuit Gina Maatman                                             |                  | Onbekend                                                                                        | Onbekend |
| Oefenwedstrijd 11                                                                   | AZ | 10 – 1           | NAC Breda                                                                                       | Opstelling AZ |
| 10 januari 2025 Aanvangstijd: Onbekend Plaats: Wijdewormer AFAS Trainingscomplex    | Bo op de Weegh Fieke Kroese Karlijn Woons Sophie Hoogendoorn Onbekend e.d.' Lieke Apeldoorn Desiree van Lunteren Romaissa Boukakar |                  | Onbekend                                                                                        | Onbekend |
| Oefenwedstrijd 12                                                                   | AZ | 5 – 1            | sc Heerenveen                                                                                   | Opstelling AZ |
| 3 april 2025 Aanvangstijd: Onbekend Plaats: Wijdewormer AFAS Trainingscomplex       | Desiree van Lunteren Fieke Kroese Bo op de Weegh Ilvy Zijp Karlijn Woons                                                           |                  | Onbekend                                                                                        | Onbekend |
| Oefenwedstrijd 13                                                                   | AZ | 7 – 0 (3 – 0)    | Ter Leede V1                                                                                    | Opstelling AZ |
| 8 april 2025 Aanvangstijd: 20.00 uur Plaats: Wijdewormer AFAS Trainingscomplex      | Onbekend 9' 22' 42' 69' 70' 89' 90+1'                                                                                              |                  |                                                                                                 | Onbekend |
| Oefenwedstrijd 14                                                                   | AZ | 4 – 6 (3 – 3)    | Feyenoord                                                                                       | Opstelling AZ |
| 10 mei 2025 Aanvangstijd: Onbekend Plaats: Wijdewormer AFAS Trainingscomplex        | Isa Colin Ilvy Zijp Bo op de Weegh Floor Spaan pen'                                                                                |                  | Onbekend                                                                                        | Onbekend |

### Eredivisie
|       | ADO Den Haag | AFC Ajax | Excelsior | Feyenoord | Fortuna Sittard | sc Heerenveen | PEC Zwolle | PSV   | Telstar | FC Twente | FC Utrecht |
| ----- | ------------ | -------- | --------- | --------- | --------------- | ------------- | ---------- | ----- | ------- | --------- | ---------- |
| Thuis | 1 – 1        | 1 – 2    | 4 – 0     | 0 – 1     | 2 – 0           | 1 – 0         | 2 – 0      | 0 – 1 | 0 – 1   | 0 – 1     | 1 – 1      |
| Uit   | 1 – 4        | 4 – 2    | 1 – 3     | 1 – 1     | 1 – 3           | 2 – 3         | 1 – 2      | 4 – 1 | 4 – 5   | 3 – 2     | 1 – 2      |

| Speelronde 1                                                                                   | Feyenoord                                                                           | 1 – 1 (1 – 0)               | AZ | Opstelling AZ |
| 29 september 2024 Aanvangstijd: 12.15 uur Plaats: Rotterdam Sportcomplex Varkenoord            | Maruschka Waldus 22' Justine Brandau 60' Jada Conijnenberg 90'                      | Wedstrijdverslag            | 57' Ilvy Zijp 87' Isa Colin 90+4' Romaissa Boukakar                                                            | Booms, Blom ( 46' Groot), Stoop, Woons, Mol, Colin, De Vette, Van Uden ( 46' Zijp), Boukakar, Spaan ( 82' Van Bentum), Van Lunteren                                                  |
| Speelronde 2                                                                                   | AZ                                                                                  | 1 – 2 (1 – 2)               | Ajax | Opstelling AZ |
| 6 oktober 2024 Aanvangstijd: 12.15 uur Plaats: Alkmaar AFAS Stadion                            | Romaissa Boukakar 31' Karlijn Woons 36' Pleun Groot 58'                             | Wedstrijdverslag            | 18', 20' Tiny Hoekstra                                                                                         | Liefting, Mol ( 87' Kroese), Woons, Stoop, Groot, Colin, De Vette ( 76' Van Uden), Van Bentum ( 76' Thomas), Boukakar ( 59' Zijp), Spaan, Van Lunteren ( 87' Van Lunteren)           |
| Speelronde 3                                                                                   | ADO Den Haag                                                                        | 1 – 4 (0 – 2)               | AZ | Opstelling AZ |
| 12 oktober 2024 Aanvangstijd: 16.30 uur Plaats: Den Haag Bingoal Stadion                       | Lobke Loonen 90+5'                                                                  | Wedstrijdverslag            | 19' Karlijn Woons 33' Fieke Kroese 55' Desiree van Lunteren 70' Manique de Vette 76' Camie Mol 79' Pleun Groot | Liefting, Groot ( 87' Blom), Stoop, Woons, Caprino ( 72' Mol), Thomas ( 72' Colin), De Vette, Van Uden ( 80' Van Bentum), Van Lunteren, Spaan, Kroese ( 71' Boukakar)                |
| Speelronde 4                                                                                   | AZ                                                                                  | 4 – 0 (1 – 0)               | Excelsior | Opstelling AZ |
| 19 oktober 2024 Aanvangstijd: 16.30 uur Plaats: Wijdewormer AFAS Trainingscomplex              | Desiree van Lunteren 23', 71' (pen.) Floor Spaan 58'                                | Wedstrijdverslag            | 60' Yaël Mollink 70' Mare Westerink 77' Bonny Lammers                                                          | Liefting, Caprini, Stoop, Woons ( 73' Mol), Groot ( 73' Colin), Thomas ( 86' Op de Weegh), De Vette, Van Uden ( 82' Van Bentum), Van Lunteren, Spaan, Kroese ( 74' Boukakar)         |
| Speelronde 5                                                                                   | AZ                                                                                  | 0 – 1 (0 – 0)               | Telstar | Opstelling AZ |
| 3 november 2024 Aanvangstijd: 16.45 uur Plaats: Wijdewormer AFAS Trainingscomplex              |                                                                                     | Wedstrijdverslag            | 71' Akari Takeshige                                                                                            | Liefting, Caprino, Woons ( 80' De Ridder), Stoop, Groot ( 66' Mol), Thomas ( 66' Boukakar), Colin ( 80' Van Bentum), Van Uden, Van Lunteren ( 90' Op de Weegh), Spaan, Kroese        |
| Speelronde 6                                                                                   | Fortuna Sittard                                                                     | 1 – 3 (1 – 2)               | AZ | Opstelling AZ |
| 10 november 2024 Aanvangstijd: 16.45 uur Plaats: Sittard Fortuna Sittard Stadion               | Sanne Arons 40'                                                                     | Wedstrijdverslag            | 17' Karlijn Woons 19' Desiree van Lunteren 66' Camie Mol 90' Ilvy Zijp 90+3' Romaissa Boukakar                 | Liefting, Caprino, Woons, Stoop, Groot ( 63' Mol), Van Bentum ( 46' Boukakar), Thomas ( 84' De Ridder), Van Uden, Van Lunteren ( 81' Zijp), Spaan, Kroese ( 63' Colin)               |
| Speelronde 7                                                                                   | PSV                                                                                 | 4 –1 (2 – 1)                | AZ | Opstelling AZ |
| 17 november 2024 Aanvangstijd: 16.30 uur Plaats: Eindhoven PSV Campus De Herdgang              | Chimera Ripa 16' Sisca Folkertsma 42', 69' Renate Jansen 71'                        | Wedstrijdverslag            | 27' (e.d.) Melanie Bross 63' Romaissa Boukakar                                                                 | Liefting, Caprino, Woons ( 76' Blom), Stoop, Groot ( 76' Apeldoorn), Thomas ( 32' Colin), Van Lunteren ( 76' Zijp), Van Uden, Boukakar, Spaan, Kroese ( 67' Mol)                     |
| Speelronde 8                                                                                   | AZ                                                                                  | 1 – 0 (0 – 0)               | sc Heerenveen                                                                                                  | Opstelling AZ |
| 24 november 2024 Aanvangstijd: 12.15 uur Plaats: Wijdewormer AFAS Trainingscomplex             | Romaissa Boukakar 42' Desiree van Lunteren 87' Camie Mol 90+4' Bo op de Weegh 90+5' | Wedstrijdverslag            | 33' Eef Smits 45' Lyanne Iedema 84' Iris Teijema                                                               | Femke Liefting, Caprino ( 60' Mol), Woons, Stoop, Groot, Colin, Van Lunteren, Van Uden ( 86' Maatman), Boukakar ( 60' De Vette), Spaan, Kroese ( 70' Op de Weegh)                    |
| Speelronde 9                                                                                   | PEC Zwolle                                                                          | 1 – 2 (0 – 0)               | AZ | Opstelling AZ |
| 8 december 2024 Aanvangstijd: 16.45 uur Plaats: Zwolle MAC³PARK stadion                        | Nayomi Buikema 36' Inske Weiman 78' Sophie van Vugt 86'                             | Wedstrijdverslag            | 70' 90+3' Floor Spaan 72' Bo op de Weegh 77' Isa Colin                                                         | Liefting, Caprino ( 64' Groot), Stoop, Woons, Mol, Colin, Van Lunteren ( 88' Van Lunteren), De Vette ( 64' Op de Weegh), Boukakar ( 74' Maatman), Spaan, Kroese ( 46' Van Uden)      |
| Speelronde 10                                                                                  | AZ                                                                                  | 1 – 1 (0 – 1)               | FC Utrecht | Opstelling AZ |
| 14 december 2024 Aanvangstijd: 16.30 uur Plaats: Wijdewormer AFAS Trainingscomplex             | Romaissa Boukakar 51' Isa Colin 76'                                                 | Wedstrijdverslag            | 6' Ilse van der Zanden                                                                                         | Liefting, Groot, Stoop, Woons, Mol, Colin, De Vette, Van Lunteren, Van Uden ( 46' Op de Weegh 90+1' De Ridder), Spaan ( 90+1' Zijp), Boukakar ( 58' Kroese)                          |
| Speelronde 11                                                                                  | AZ                                                                                  | 0 – 1 (0 – 0)               | FC Twente | Opstelling AZ |
| 22 december 2024 Aanvangstijd: 12.15 uur Plaats: Wijdewormer AFAS Trainingscomplex             | Femke Liefting 90+2'                                                                | Wedstrijdverslag            | 87' Ella Peddemors                                                                                             | Liefting, Caprino, Stoop, Woons ( 83' De Ridder), Groot ( 68' Mol), Van Uden ( 41' Bo op de Weegh), Van Lunteren, De Vette, Boukakar, Spaan ( 83' Thomas), Kroese                    |
| Speelronde 12                                                                                  | Ajax                                                                                | 4 – 2 (4 – 0)               | AZ | Opstelling AZ |
| 19 januari 2025 Aanvangstijd: 12.15 uur Plaats: Amsterdam Sportpark De Toekomst                | Danique Tolhoek 21', 35' Tiny Hoekstra 28', 45+3' Lily Yohannes 33'                 | Wedstrijdverslag[dode link] | 26' Karlijn Woons 65' Isa Colin 68' Floor Spaan                                                                | Liefting, De Ridder, Stoop, Woons ( 46' Caprino), Mol ( 63' Groot), Colin, De Vette ( 72' Van Bentum), Thomas ( 46' Boukakar), Van Lunteren, Spaan, Kroese ( 63' Op de Weegh)        |
| Speelronde 13                                                                                  | AZ                                                                                  | 0 – 1 (0 – 0)               | Feyenoord | Opstelling AZ |
| 25 januari 2025 Aanvangstijd: 14.00 uur Plaats: Wijdewormer AFAS Trainingscomplex              | Manique de Vette 32'                                                                | Wedstrijdverslag            | 57' Ella Van Kerkhoven 59' Esmee de Graaf                                                                      | Liefting, Mol ( 73' Groot), Stoop, Woons, Caprino ( 72' Zijp), Colin ( 63' Op de Weegh), Thomas ( 73' Van Bentum), De Vette, Van Lunteren, Spaan, Kroese ( 63' Boukakar)             |
| Speelronde 14                                                                                  | Telstar                                                                             | 4 – 5 (2 – 2)               | AZ | Opstelling AZ |
| 1 februari / 12 maart 2025 Aanvangstijd: 16.30 uur / 18.45 uur Plaats: Velsen-Zuid 711 Stadion | Lieke Vis 10' Sydney Blomquist 14' Isa Gomez 72' 83' Nicci Berrevoets 76'           | Wedstrijdverslag            | 7', 54' Bo op de Weegh 19' Floor Spaan 24' Kealyn Thomas 68' Ilvy Zijp 87' Desiree van Lunteren                | Booms, Groot ( 46' Mol), Stoop, De Ridder ( 68' Woons), Caprino, Op de Weegh ( 68' Van Uden), Thomas ( 68' Colin), De Vette, Van Lunteren, Spaan ( 62' Zijp), Boukakar ( 46' Kroese) |
| Speelronde 15                                                                                  | AZ                                                                                  | 2 – 0 (1 – 0)               | Fortuna Sittard                                                                                                | Opstelling AZ |
| 9 februari 2025 Aanvangstijd: 16.45 uur Plaats: Wijdewormer AFAS Trainingscomplex              | Fieke Kroese 2' Desiree van Lunteren 58'                                            | Wedstrijdverslag            | 32' Rosa van Wershoven                                                                                         | Booms, Mol, De Ridder ( 66' Woons), Maudy Stoop, Caprino, Colin ( 76' Spaan), Thomas ( 76' Zijp), De Vette, Van Lunteren, Op de Weegh ( 76' Van Bentum), Kroese ( 76' Boukakar)      |
| Speelronde 17                                                                                  | AZ                                                                                  | 2 – 0 (2 – 0)               | PEC Zwolle | Opstelling AZ |
| 8 maart 2025 Aanvangstijd: 16.30 uur Plaats: Wijdewormer AFAS Trainingscomplex                 | Isa Colin 11' Floor Spaan 28'                                                       | Wedstrijdverslag            | | Booms, Mol ( 63' Groot), Woons, Stoop, Caprino, Colin ( 78' Blom), De Vette, Van Uden ( 78' Van Bentum), Van Lunteren, Spaan ( 78' Zijp), Kroese ( 63' Boukakar)                     |
| Speelronde 18                                                                                  | FC Utrecht                                                                          | 1 – 2 (1 – 0)               | AZ | Opstelling AZ |
| 22 maart 2025 Aanvangstijd: 16.30 uur Plaats: Utrecht Sportcomplex Zoudenbalch                 | Nurija van Schoonhoven 42'                                                          | Wedstrijdverslag            | 61', 78' Fieke Kroese                                                                                          | Booms, Groot, Woons, Stoop, Caprino, Van Uden, De Vette ( 42' Boukakar), Van Lunteren, Op de Weegh ( 61' Zijp), Kroese ( 88' Mol), Spaan                                             |
| Speelronde 16 (inhaalduel)                                                                     | sc Heerenveen                                                                       | 2 – 3 (2 – 1)               | AZ | Opstelling AZ |
| 26 maart 2025 Aanvangstijd: 19.00 uur Plaats: Heerenveen Sportpark Skoatterwald                | Evi Maatman 10' Jet van Beijeren 18' Fenna Meijer 69'                               | Wedstrijdverslag            | 3' Robin Blom 41' Ilvy Zijp 52' Fieke Kroese 60' Desiree van Lunteren 71' Manique de Vette                     | Booms, Mol, Stoop, Woons, Blom ( 46' Caprino), Zijp ( 87' Hoogendoorn), Van Lunteren, De Vette ( 74' Van Uden), Boukakar ( 54' Op de Weegh), Spaan, Kroese ( 87' Groot)              |
| Speelronde 19                                                                                  | AZ                                                                                  | 0 – 1 (0 – 0)               | PSV | Opstelling AZ |
| 29 maart 2025 Aanvangstijd: 14.00 uur Plaats: Alkmaar AFAS Stadion                             |                                                                                     | Wedstrijdverslag            | 51' Renate Jansen 82' Melanie Bross                                                                            | Booms, Mol ( 60' Groot), Stoop, Woons, Caprino ( 76' Boukakar), Van Uden, Op de Weegh ( 60' Zijp), De Vette, Van Lunteren, Spaan, Kroese                                             |
| Speelronde 20                                                                                  | Excelsior                                                                           | 1 – 3 (0 – 2)               | AZ | Opstelling AZ |
| 19 april 2025 Aanvangstijd: 16.30 uur Plaats: Rotterdam Van Donge & De Roo Stadion             | Anouk van der Klooster 27' Mare Westerink 76' Chelsea Homan 79'                     | Wedstrijdverslag            | 12', 27' 79' Desiree van Lunteren 86' Isa Colin                                                                | Booms, Mol ( 65' Groot), Woons, Stoop, Caprino, De Ridder, De Vette, Op de Weegh ( 75' Colin), Van Lunteren, Kroese ( 75' Boukakar), Spaan                                           |
| Speelronde 21                                                                                  | AZ                                                                                  | 1 – 1 (0 – 1)               | ADO Den Haag                                                                                                   | Opstelling AZ |
| 3 mei 2025 Aanvangstijd: 14.00 uur Plaats: Wijdewormer AFAS Trainingscomplex                   | Isa Colin 45' Ilvy Zijp 71'                                                         | Wedstrijdverslag            | 17' Manon van Raay 45+4' (e.d.) Karlijn Woons 66' Pleun Raaijmakers                                            | Booms, Mol, Woons, De Ridder, Caprino, Van Uden ( 75' Van Bentum), Op de Weegh ( 46' Boukakar), Colin, Van Lunteren, Spaan, Kroese ( 62' Ilvy Zijp)                                  |
| Speelronde 22                                                                                  | FC Twente                                                                           | 3 – 2 (1 – 2)               | AZ | Opstelling AZ |
| 17 mei 2025 Aanvangstijd: 14.00 uur Plaats: Enschede Sportpark Schreurserve                    | Jaimy Ravensbergen 39', 59', 83' (pen)                                              | Wedstrijdverslag            | 5' Karlijn Woons 9' Desiree van Lunteren                                                                       | Booms, Mol ( 87' Groot), Woons, De Ridder, Caprino ( 87' Blom), Van Uden ( 87' D. Stoop), Op de Weegh ( 19' Boukakar), Colin, Van Lunteren, Spaan ( 70' Zijp), Kroese                |

### KNVB Beker
| Achtste Finales                                                                    | AZ                                                                                   | 2 – 1 (1 – 1)    | FC Utrecht                                     | Opstelling AZ |
| 14 februari 2025 Aanvangstijd: 19.30 uur Plaats: Wijdewormer AFAS Trainingscomplex | Desiree van Lunteren 21' Floor Spaan 84'                                             | Wedstrijdverslag | 23' 28' Lotje de Keijzer                       | Booms, Mol, Woons, Stoop, Caprino, Colin ( 90+3' Zijp), Thomas ( 85' Van Uden), De Vette, Van Lunteren ( 73' Van Bentum), Op de Weegh ( 85' Boukakar), Kroese ( 73' Spaan) |
| Kwartfinales                                                                       | AZ                                                                                   | 1 – 2 (1 – 0)    | PSV                                            | Opstelling AZ |
| 16 maart 2025 Aanvangstijd: 13.00 uur Plaats: Wijdewormer AFAS Trainingscomplex    | Fieke Kroese 15' Manique de Vette 24' Desiree van Lunteren 39' Romaissa Boukakar 58' | Wedstrijdverslag | 70' Melanie Bross 83' 87' (pen) Riola Xhemaili | Booms, Mol, Stoop, Woons, Caprino ( 88' Zijp), Van Uden, De Vette ( 88' Blom), Colin, Van Lunteren, Spaan ( 77' Op de Weegh), Kroese ( 77' Van Bentum)                     |

## Statistieken AZ 2024/2025

### Tussenstand AZ in de Nederlandse Eredivisie Vrouwen 2024 / 2025
| Stand | Gespeeld | Gewonnen | Gelijk | Verloren | Punten | Doelpunten voor | Doelpunten tegen | Gele kaarten | Rode kaarten |
| ----- | -------- | -------- | ------ | -------- | ------ | --------------- | ---------------- | ------------ | ------------ |
| 6e    | 22       | 11       | 3      | 8        | 36     | 40              | 31               | 22           | 1            |

### Topscorers
| #      | Naam                 | Goal |
| ------ | -------------------- | ---- |
| 1.     | Desiree van Lunteren | 11   |
| 2.     | Fieke Kroese         | 5    |
| 2.     | Floor Spaan          | 5    |
| 2.     | Ilvy Zijp            | 5    |
| 5.     | Bo op de Weegh       | 3    |
| 5.     | Karlijn Woons        | 3    |
| 7.     | Romaissa Boukakar    | 2.   |
| 7.     | Isa Colin            | 2.   |
| 9.     | Pleun Groot          | 1    |
| 9.     | Camie Mol            | 1    |
| 9.     | Eigen doelpunt       | 1    |
| 1.     | Melanie Bross (PSV)  | 1    |
| Totaal | Totaal               | 39   |

| #      | Naam                 | Goal |
| ------ | -------------------- | ---- |
| 1.     | Fieke Kroese         | 1    |
| 1.     | Desiree van Lunteren | 1    |
| 1.     | Floor Spaan          | 1    |
| Totaal | Totaal               | 3    |

| #      | Naam                 | Goal |
| ------ | -------------------- | ---- |
| 1.     | Bo op de Weegh       | 5    |
| 2.     | Desiree van Lunteren | 4    |
| 3.     | Fieke Kroese         | 3    |
| 3.     | Camie Mol            | 3    |
| 5.     | Lieke Apeldoorn      | 2    |
| 5.     | Karlijn Woons        | 2    |
| 5.     | Ilvy Zijp            | 2    |
| 8.     | Robin Blom           | 1    |
| 8.     | Isa Colin            | 1    |
| 8.     | Romaissa Boukakar    | 1    |
| 8.     | Sophie Hoogendoorn   | 1    |
| 8.     | Gina Maatman         | 1    |
| 8.     | Fien Schuit          | 1    |
| 8.     | Floor Spaan          | 1    |
|        | Onbekend             | 4    |
|        | Onbekend e.d.'       | 1    |
| Totaal | Totaal               | 34   |

### Kaarten
| #      | Naam                 | `  |
| ------ | -------------------- | -- |
| 1.     | Romaissa Boukakar    | 4  |
| 2.     | Isa Colin            | 3  |
| 2.     | Manique de Vette     | 3  |
| 4.     | Desiree van Lunteren | 2  |
| 4.     | Camie Mol            | 2  |
| 4.     | Karlijn Woons        | 2  |
| 7.     | Robin Blom           | 1  |
| 7.     | Pleun Groot          | 1  |
| 7.     | Femke Liefting       | 1  |
| 7.     | Floor Spaan          | 1  |
| 7.     | Kealyn Thomas        | 1  |
| 7.     | Bo op de Weegh       | 1  |
| Totaal | Totaal               | 22 |

| #      | Naam      | Kreeg voor de tweede keer geel en dus rood |
| ------ | --------- | ------------------------------------------ |
| 1.     | Isa Colin | 1                                          |
| Totaal | Totaal    | 1                                          |

| #      | Naam   | Weggestuurd |
| ------ | ------ | ----------- |
|        |        |             |
| Totaal | Totaal | 1           |

## Voetnoten
ADO Den Haag · 
Ajax · 
AZ · 
Excelsior · 
Feyenoord · 
Fortuna Sittard · 
sc Heerenveen · 
PEC Zwolle · 
PSV · 
Telstar · 
FC Twente · 
FC Utrecht